# Ato da Primavera
Acto da Primavera (dAO: Ato da Primavera) é um filme etnográfico musical (docuficção) português de 1963, realizado, escrito e produzido por Manoel de Oliveira e co-realizado por António Reis, António Soares e Domingos Carneiro. Na longa-metragem é encenada uma celebração popular da Paixão de Cristo, festa tradicional da aldeia transmontana da Curalha. A obra é marcada pelo gesto teatral e pela palavra, modos pelos quais os atores se exprimem e que são próprios do género.
Depois de alguns filmes de Leitão de Barros, esta é uma das primeiras docuficções portuguesas. Acto da Primavera é ainda uma das obras contemporâneas do cinema etnográfico praticado por Jean Rouch e, nesse contexto, película marcante no domínio da antropologia visual: prática que tinha e viria a ter importantes contribuições em Portugal. A docuficção, etnográfica ou social, seria explorada por António Campos, António Reis, Ricardo Costa e, mais tarde, por Pedro Costa, com diferentes abordagens. Ricardo Costa havia também de filmar o seu Auto da Paixão em lugar oposto, na vila do Redondo, no Alentejo (O Pão e o Vinho, 1981).
Acto da Primavera estreou comercialmente em França, a 10 de março de 1963 e, Portugal, no cinema Império (Lisboa), a 2 de outubro do mesmo ano.

## Sinopse
Por iniciativa própria, todos os anos no período de Páscoa, a comunidade de camponeses da aldeia transmontana de Curalha junta-se para levar a cabo a sua representação popular do Auto da Paixão. Para além das fainas e dos ritmos quotidianos, a população prepara-se para interpretar todos os papéis do Auto, transfigurando-se nos seus rituais ingénuos, mas sinceros. Alguns turistas que chegam à localidade apercebem-se do início do Auto da Paixão. Gentes das aldeias vizinhas juntam-se para assistir ao espetáculo.
Faz-se uma apresentação, em que se enumeram as várias fases do Auto. "Ai dolor", chora a Virgem Maria aos pés da cruz onde o seu filho está pregado. Durante a representação, efeitos de montagem estabelecem um paralelo das batalhas do mundo contemporâneo com a Crucificação.

## Elenco
Acto da Primavera regista de uma representação popular do Auto da Paixão de Cristo ensaiada por Abílio Rosa e envolvendo os habitantes de Curalha, aldeia do concelho de Chaves.
- Nicolau Nunes da Silva, como Jesus Cristo.[13]
- Ermelinda Pires, como Nossa Senhora.[14]
- Maria Madalena, como Maria Madalena.
- Amélia Chaves, como Verónica.
- Luís de Sousa, como Acusador.
- Francisco Luís, como Pilatos.
- Renato Palhares, como Caifás.
- Germano Carneiro, como Judas.
- José Fonseca, como Espião.
- Justino Alves, como Herodes.
- João Miranda, como São Pedro.
- João Luís, como São João.
- Manuel Criado, como Diabo.
- Manoel de Oliveira, como Narrador.

## Produção

### Desenvolvimento
Em março de 1958, durante a pesquisa levada a cabo para a curta-metragem documental O Pão, Manoel de Oliveira percorreu a região de Trás-os-Montes em busca de moinhos de vento que servissem de cenário para filmagem. Foi durante a Semana Santa que o realizador descobriu a aldeia de Curalha: "Deparei com três grandes cruzes de madeira tosca erguidas à beira da estrada. Surpreendido, perguntei para que eram e logo me informaram que se destinavam à representação popular da Paixão de Cristo." Oliveira regressou à localidade no dia seguinte para assistir à encenação. "O espetáculo era surpreendente pela ingenuidade e espontaneidade da representação, pela cor, pelo movimento e pelo salmodeado de recitação e dos cânticos. Desde essa altura pensei em fixar em imagens aquele insólito espetáculo."
Em 1959, o realizador candidata-se ao apoio ao Fundo Nacional do Cinema para a produção do filme, com o título provisório Representação Popular do Auto da Paixão de Cristo. O argumento do filme, assinado por Manoel de Oliveira, tem base num texto medieval do Auto da Paixão, datado do século XVI e de autoria de Francisco Vaz de Guimarães. Depois de vários anos de sucessivas recusas para outros projetos, o realizador consegue o financiamento para Acto da Primavera. Prepara-se para filmar entre 1960 e 1961, mas o processo sofre vários constrangimentos que implicariam atrasos de produção.
Segundo Oliveira, o seu objetivo não era desenvolver um documentário puro: "Eu queria mostrar que eles representavam algo que acontecera dois mil anos antes, que havia sido reescrito no século XVI e reinterpretado no século XX usando câmeras e gravadores. Eu queria filmar as câmeras enquanto estavam a filmar, os gravadores em ação. Portanto, temos o tempo de Cristo, os séculos XVI e XX. Todos ao mesmo tempo, simultaneamente visíveis. Só o cinema é capaz desse artifício. Essa magia que faz parte do cinema é o que me seduziu."
Manoel de Oliveira pretendia que Acto da Primavera fosse o primeiro filme de uma série cinematográfica ambiciosa a que chamou O Palco dum Povo, que retrataria diversas atividades culturais portuguesas. Os dois filmes que se seguiriam neste projeto iriam registar, respetivamente, o "Auto da Criação do Mundo" e o "Auto do Nascimento do Menino". A série O Palco dum Povo não viria a ser desenvolvida.

### Rodagem

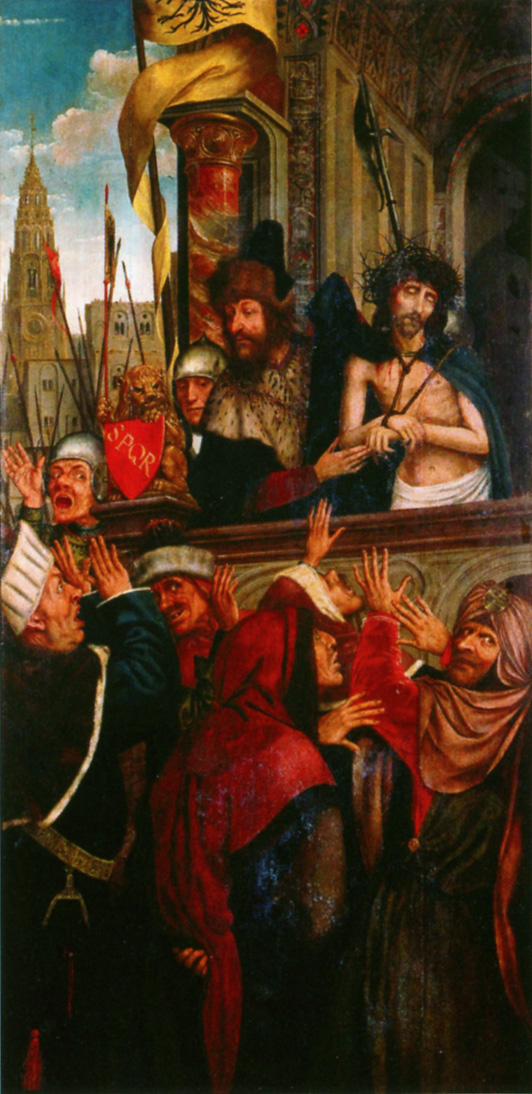
As cenas da Paixão de Cristo são interpretadas por habitantes de Curalhas.

Oliveira e a sua equipa técnica regressa a Curalha em 1961 e 1962 para filmar o espetáculo ao ar livre, no campo, em formato 35 mm, cor. A rodagem terá sido particularmente difícil, em parte porque o realizador assumiu várias tarefas de produção, cinematografia e direção de som, entre outras.
Os habitantes da aldeia assumem o papel, não apenas de figurantes da encenação que todos os anos erguiam na Páscoa, mas de atores da história contada no filme. Assim, outra limitação surgiu pelo exigente trabalho de direção de atores, uma vez que nenhum dos intervenientes no elenco era ator profissional. António Reis, seu assistente de realização, descreveu o nível de envolvimento de Oliveira com os seus atores: "com a paciência de um Mestre-Escola, ensinou a pronunciar a palavra samaritana, que tantas vezes a personagem pronunciava saramitana; aí colou os emblemas e substituiu as fitas de nastro das couraças dos soldados; aí distribuiu vitamina C para as gripes de Cristo e do Acusador; aí ensaiou maquillages e figurinos, olhando de repente para as nuvens aplatinadas e falando do cheiro da terra molhada." Atrasos nas gravações sucederam-se também por os habitantes de Curalhas não poderem descurar as suas tarefas agrícolas. Segundo António Reis, a sucessão de percalços terá despoletado distrações da equipa técnica que chegou a filmar sem película.
Ao longo da rodagem, Oliveira procurou fazer uma representação cinematográfica que não alterasse o espírito da representação da Paixão de Cristo. Ainda assim, em entrevista, assume que na transposição para cinema, algumas características possam ter sido perdidas.

### Pós-produção
O filme passou por um longo processo de pós-produção, de correção de cor, som e montagem, levando-o a estrear somente em 1963.

### Restauração
A Cinemateca Portuguesa e o Departamento de Arquivo Nacional das Imagens em Movimento levaram a cabo uma restauração de Acto da Primavera, que acarretou um processo de separação cromática.

## Enquadramento histórico
No prosseguimento da sua experiência com Douro, Faina Fluvial, Oliveira, sempre fascinado por paisagens de infância, pelo sentido musical da imagem animada, resolve meter nela a palavra: Aniki-Bobó. Por imperativos técnicos, imobiliza-se a câmara. Conta-se uma história e as personagens, crianças, falam. O diálogo é escrito. A paisagem de fundo torna-se palco para uma ditada encenação. Os imperativos da palavra emperram o modo de filmar, o olhar fixa-se em quadros estáticos e o resultado fica entre o teatro e o cinema.
Depois desta longa-metragem, estão anos em que a produção cinematográfica de Oliveira foi sendo dificultada. A polícia política prendeu o realizador como opositor do regime, mas não conseguiu provar a infração penal. Depois de um período na Alemanha para estudar o uso das cores e com planos de duração superior, Oliveira desenvolve a curta-metragem O Pintor e a Cidade. Volvidos dezanove anos da sua longa-metragem, filmando teatro de um modo teatral, como antes, com equipamentos ainda pesados, mas agora sem texto escrito, Manoel de Oliveira fará do Auto da Paixão um marco na sua carreira.
Na mesma altura, a secção de Cinema Experimental do Cineclube do Porto inicia a rodagem de O Auto da Floripedes (realização coletiva de António Lopes Fernandes, Adelino Felgueiras, Alcino Soutinho, António Reis e Arnaldo Araújo) que, à semelhança de Acto da Primavera, regista uma representação popular de origem no século XVI, integrada na romaria da Senhora das Neves (Viana do Castelo). Ambos filmes nascem de um movimento do final dos anos 50, que se empenhava na descoberta da cultura popular que não se enquadrava no folclore populista promovido pelo Estado Novo. Paralelamente, enquanto estas longas-metragens eram rodadas, a Guerra Colonial iniciava-se em África. No final de Acto da Primavera surge uma sequência de imagens de guerra, editada por Paulo Rocha, representando o Apocalipse, o clima de Guerra Fria, a ameaça nuclear e a Guerra Colonial. Para Henrique Alves Costa, este é o primeiro filme político português: "O que se passa com Cristo, que outra coisa é senão um ato político?". A curta-metragem que se segue na filmografia de Oliveira, A Caça, coloca-o novamente à mercê dos censores do regime salazarista. Enquanto descendente de elite, modernista e católico-conservador, o realizador desconsiderava os fascistas, pelo que se fizeram várias leituras de crítica ao Estado Novo a partir dos seus retratos em Acto da Primavera e A Caça.

## Estética
Com esta obra, Oliveira dá uma dimensão metafísica que transcende o simples registo da representação. Implanta o erotismo e o sagrado em contraponto com a existência humana. O olhar contemporâneo do filme sobre o mundo rural, não apresenta paternalismo ou preconceitos ideológicos.
A obra inicia num registo de documentário, mostrando o quotidiano dos habitantes de Curalha, bem como os preparativos do auto. No entanto, afastando-se de um estilo puramente documental ou ficcional, o filme apresenta cenas em que disseca a própria produção cinematográfica, demonstrando o aparato cinematográfico na aldeia. O realizador contrapõe ainda a ruralidade à emergência da contemporaneidade em enquadramentos que cruzam um Chevrolet Impala com os figurantes a cavalo. A passagem da dimensão real para a teatral denuncia o carácter artificial da representação.
Acto da Primavera é o momento na carreira de Oliveira em que o realizador interioriza uma premissa estética associada à ritualização de um facto teatral. A dicção e os gestos cerimoniosos e litúrgicos assumem relevância dramática. De facto, a questão do imperativo teatral no cinema de Oliveira, em Acto da Primavera misturado com crença religiosa, tem origem neste filme. Nota-se uma mudança de rumo para o realizador se lançar num questionamento do cinema, posto em crise através do desvio herético por uma exterioridade literário-teatral. Este movimento fundamentará opiniões e vontades que no futuro se irão afirmar (ver O Passado e o Presente e Amor de Perdição, este último uma obra verbosa e longa, à medida do romantismo camiliano e do típico sentimento português). Oliveira viria a insistir na integralidade do texto, defendendo que "não é possível encontrar uma equivalência cinematográfica de um texto literário, mas há uma outra possibilidade: podemos filmar um texto como se filma uma paisagem". À parte algumas notáveis exceções, o estilo vingou. Nas obras seguintes Oliveira foi-se gradualmente desinteressando pelo povo rural, firmou-se no insólito, no imaginário da burguesia, em temas grandiloquentes, em retratos expressionistas, surreais, de ilustres figuras do seu passado e do seu presente.

## Distribuição
Acto da Primavera foi lançado inicialmente em França, a 10 de março de 1963. Distribuída pela Filmes Lusomundo, a longa-metragem estreou comercialmente em Portugal a 2 de outubro de 1963 no Cinema Império (Lisboa). A versão restaurada da obra foi relançada em Portugal a 16 de abril de 2015.

### Festivais
O filme integrou vários Festivais internacionais de cinema, quer por seleção ou integrando sessões retrospetivas da filmografia de Manoel de Oliveira. Abaixo são listados alguns dos mais relevantes:
- Festival de Cinema de Siena (Itália, 1964).
- Festival Internacional de Veneza (Itália, 6 de setembro de 1976).
- Festival Interfilm (Alemanha, 1981).
- 15ª Mostra Internacional de Cinema de São Paulo (Brasil, 1991).[11]
- 18° Torino Film Festival (Itália, novembro de 2000).[33]
- CinEd@ys Film Week (República Checa, 18 de novembro de 2002).
- Portuguese Cinema Festival (Japão, 17 de setembro de 2010).
- Vienalle (Áustria, 2015).[29]
- Marseille International Film Festival (França, 2015).[10]

## Receção

### Crítica
Acto da Primavera é por muitos, entre os quais o ator Luís Miguel Cintra, considerada a melhor longa-metragem de Oliveira.
Michael Atkinson escreveu que este "é um dos melhores filmes sobre Cristo, porque é sobre devoção - suas belezas e idiotices - em todos os níveis, e reflete sobre o impulso dramático por trás do sentimento religioso." Luiz Santiago (Plano Crítico) é bastante elogioso da abrangência de trabalho autoral de Oliveira a nível de produção, fotografia, som e montagem, destacando o "trabalho excelente na escolha da iluminação (as cenas noturas são absurdamente belas) e uma direção que relaciona muito bem o homem e a paisagem, um companheirismo constante, ressaltado pelo fato de que todas as locações do longa são feitas em externas".

### Premiações
| Ano  | Prémios                              | Categorias        | Destinatários e nomeados              | Resultado                                                      | Referências |
| ---- | ------------------------------------ | ----------------- | ------------------------------------- | -------------------------------------------------------------- | ----------- |
| 1964 | Festival de Cinema de Siena          | Medalha de Ouro   | Acto da Primavera, Manoel de Oliveira | Venceu                                                         | [ 36 ]      |
| 1964 | Prémio de Cinema da Casa de Imprensa | Melhor Realização | Manoel de Oliveira                    | Venceu                                                         | [ 16 ]      |
| 1981 | Festival Interfilm                   | Medalha de Ouro   | Acto da Primavera, Manoel de Oliveira | Menção Especial do Jurí Internacional das Igrejas Protestantes |             |

## Legado
O Acto da Primavera enquadra-se num movimento de cinema etnográfico seguindo por Jean Rouch e Abbas Kiarostami, ao usar os populares de uma aldeia transmontana, a quem Oliveira reencena para as câmaras o seu Auto da Paixão. O realizador filma esta representação popular, captando toda a gramática que estrutura um ritual que tem origem no povo. A longa-metragem inaugura esta corrente de hibridação entre a ficção e o documentário em Portugal. O Acto da Primavera tornou-se um dos filmes mais marcantes da cinematografia nacional, sobretudo no que diz respeito à relação entre a representação e a realidade. Teve uma repercussão intensa ao ponto de influenciar a exploração da docuficção no país por outros realizadores, como Pedro Costa. Este impacto fez-se sentir internacionalmente, uma vez que o filme tem sido apontado como uma referência de Pier Paolo Pasolini em Il Vangelo Secondo Matteo.
A influência do poeta e realizador António Reis pode ser sentida ao longo do mesmo. Deste modo, Acto da Primavera foi incluído no programa de cinema Escola de Reis de Harvard, em 2012.